# Сила тока
Сила тока, также просто ток — скалярная физическая величина, равная отношению электрического заряда {\displaystyle dQ}, прошедшего через определённую поверхность за бесконечно малый промежуток времени {\displaystyle dt}, к длительности этого промежутка:
{\displaystyle I={\frac {dQ}{dt}}}
В качестве поверхности обычно рассматривается сечение проводника.
Выбор буквенного обозначения соответствует французскому названию величины (фр. intensité du courant); реже используется символ {\displaystyle J}.
Сила тока в Международной системе единиц (СИ) измеряется в амперах (обозначение: А), ампер является одной из семи основных единиц СИ. 1 А = 1 Кл/с.
Понятие силы тока широко используется в задачах электротехники и схемотехники. Величина {\displaystyle I} входит в закон Ома для участка цепи.
Несмотря на наличие слова «сила» в наименовании понятия, сила тока не является силой ни по смыслу, ни по размерности.

## Сила тока и плотность тока
Сила тока связана с плотностью тока через соотношение
{\displaystyle I=\int {\vec {j}}\cdot d{\vec {S}}}.
Точка означает скалярное произведение, {\displaystyle d{\vec {S}}} — векторный элемент площадки (элемент площади поверхности {\displaystyle dS}, домноженный на единичный вектор нормали к ней {\displaystyle {\vec {e}}_{n}}) а интегрирование выполняется по всей площади сечения. В простейшем случае, когда ток течёт равноплотно, а сечение перпендикулярно плотности тока (то есть {\displaystyle {\vec {j}}\parallel {\vec {e}}_{n}}) будет {\displaystyle I=j\,S}. 
Силой тока чаще оперируют в технических приложениях, а плотностью тока — в физических задачах, посвящённых анализу поведения носителей заряда.

## Происхождение тока
За протекание тока ответственно упорядоченное движение заряженных частиц, в роли которых обычно выступают электроны, ионы или дырки. Плотность тока представляет собой плотность потока этих частиц. Она зависит от их заряда {\displaystyle q},  концентрации {\displaystyle n} и средней скорости упорядоченного движения {\displaystyle {\vec {v}}_{av}}. Если наличествует только один сорт частиц, то {\displaystyle {\vec {j}}=qn{\vec {v}}_{av}}. Сила тока является потоком вектора {\displaystyle {\vec {j}}}.

## Постоянный и переменный ток
Если {\displaystyle I} не меняется со временем, ток называется постоянным, а при наличии зависимости {\displaystyle I(t)} — переменным.
В случае переменного тока различают мгновенную силу тока {\displaystyle I=dQ/dt}, среднюю (за некоторый конечный промежуток времени {\displaystyle \Delta t}) силу тока {\displaystyle I_{av}=\Delta Q/\Delta t}, амплитудную (пиковую) силу тока {\displaystyle I_{m}} и эффективную силу тока (равную силе постоянного тока, который выделяет такую же мощность) {\displaystyle I_{eff}=(T^{-1}\int I^{2}(t)dt)^{1/2}}, где {\displaystyle T} — достаточно большое время интегрирования.

## Закон Ома
По закону Ома сила тока {\displaystyle I} для участка цепи пропорциональна приложенному к участку цепи напряжению {\displaystyle U} и обратно пропорциональна сопротивлению {\displaystyle R} проводника этого участка цепи:
{\displaystyle I={\frac {U}{R}}}.
По закону Ома для полной цепи,
{\displaystyle I={\frac {\varepsilon }{R+r}}},
где {\displaystyle r} — внутреннее сопротивление источника электродвижущей силы {\displaystyle \varepsilon }.
Мощность, выделяемая на омической нагрузке, рассчитывается как
{\displaystyle P=UI}.
Пользуясь законом Ома, её можно выразить через другие величины. На представленной здесь круговой диаграмме представлена взаимосвязь величин {\displaystyle U}, {\displaystyle I}, {\displaystyle R} и {\displaystyle P}.

## Измерение силы тока
Для измерения силы тока используют специальный прибор — амперметр (для приборов, предназначенных для измерения малых токов, также используются названия миллиамперметр, микроамперметр, гальванометр). Его включают в разрыв цепи в том месте, где нужно измерить силу тока.
Основные методы измерения силы тока: магнитоэлектрический, электромагнитный и косвенный (путём измерения вольтметром напряжения на известном сопротивлении).